# Escola milanesa (pintura)

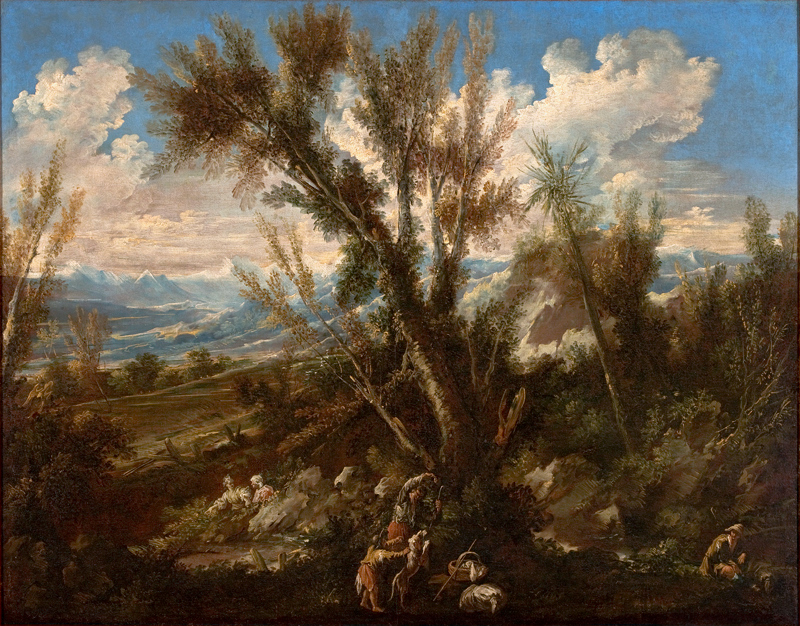
Paisagem com Pastores, de Alessandro Magnasco (Museu de Arte de São Paulo.

A chamada escola milanesa de pintura floresceu em Milão, na Lombardia, a partir do século XIV e se estendeu até à primeira metade do século XVIII.
Naquela época, a corte dos Visconti era responsável pela criação de iluminuras que eram influenciadas pelas obras executadas na França e em Reims. Artistas dessas época eram Giovannino de'Grassi e Michelino da Besozzo e, com maior importância, Giovanni da Milano.
No século XV, as interconexões com Pádua e Ferrara resultaram nas obras de Vincenzo Foppa e Il Bergognone. A influência de Foppa chegou até Gênova, onde trabalhou e teve seguidores. Após Vincenzo, a Escola Milanesa foi dominada por Leonardo da Vinci e seus seguidores, como Giovanni Antonio Boltraffio e Bernardino Luini.
A transição para do maneirismo para o começo do século XVI foi caracterizada por Giulio Cesare Procaccini, Giovanni Battista Crespi e Pier Francesco Mazzuchelli. Entre os pintores realistas estavam Evaristo Baschenis, que, sob a influência de Caravaggio, inaugurou o tema dos instrumentos musicais.
Na primeira metade do século XVIII, a tendência ao realismo foi sustentada por pintores tais como Giacomo Ceruti (provavelmente nativo da Bréscia), um poderoso retratista, e Vittore Ghislandi.

## Lista de artistas
- Giovanni da Milano
- Giovannino de Grassi
- Giovanni Antonio Boltraffio
- Bramante
- Vincenzo Foppa
- Leonardo da Vinci
- Il Bergognone
- Bramantino
- Giulio Campi
- Gaudenzio Ferrari
- Bernardino Luini
- Francesco Melzi
- Andrea Solari
- Giuseppe Arcimboldo
- Giovanni Battista Crespi
- Daniele Crespi
- Giulio Cesare Procaccini
- Evaristo Baschenis
- Vittore Ghislandi
- Alessandro Magnasco